# Намбу Йоїтіро
Намбу Йоїтіро ( англ. Yoichiro Nambu, яп. 南部 阳 一郎, нар. 18 січня 1921 — пом. 5 липня 2015) — японський та американський фізик-теоретик, лауреат Нобелівської премії з фізики 2008 року за відкриття механізму спонтанного порушення симетрії в субатомній фізиці. Є членом Національної академії наук США (1973), Американської академії мистецтв і наук.

## Біографія
Намбу народився в Токіо, в 1942 закінчив Токійський університет, де працював у період 1945-1949. З 1949 по 1971 обіймав посаду професора Осакського університету, а з 1971 — в Інституті ядерних досліджень імені Е. Фермі Чиказького університету.

## Наукова діяльність
Наукові праці Намбу присвячені питанням квантової електродинаміки, фізики елементарних частинок, квантової теорії поля, теорії розсіювання, статистики кристалів, теорії надпровідності. У 1951 незалежно від інших учених він запропонував ідею асоціативного народження дивних частинок. У 1957 він передбачив існування векторного омега-мезона і отримав співвідношення, зване «кросинг-симетрією». У 1960 він висунув ідею спонтанного порушення симетрії, а також гіпотезу часткового збереження слабкого аксіального струму адронів. Через рік Намбу доклав концепцію спарювання до задачі визначення спектру мас елементарних частинок. У 1964 він дав загальне математичне доведення теореми Голдстоуна, а також ввів у фізику нове квантове число, яке отримало назву «колір». Наступного року разом з М. Ханом йому вдалося створити схему сильних взаємодій, засновану на трьох триплетів кварків з цілочисельними зарядами (так звана модель Хана — Намбу). На основі цієї моделі Намбу ввів колірну взаємодію, тим самим заклавши основи квантової хромодинаміки.

## Нагороди та премії
- Премія Денні Хайнемана в галузі математичної фізики (1970)
- Премія Р. Оппенгеймера (1976)
- Національна наукова медаль США (1982)
- Почесний член Японської Академії (1984)
- Медаль імені Макса Планка (1985)
- Медаль Дірака (1986)
- Премія Сакураї (1994)
- Премія Вольфа з фізики (1994/1995)
- Премія імені М. М. Боголюбова(інші мови) (ОІЯД, 2003)
- Медаль Б. Франкліна (2005)
- Премія імені І. Я. Померанчука (2007)
- Нобелівська премія з фізики (2008)

## Роботи
- Й. Намбу. Чому немає вільних кварків. — УФН, Т.124, № 1 (1978).
- Й. Намбу. Кварки. — М.: Мир, 1984.